# Кормовище (Пермский край)
Кормовище — посёлок в Лысьвенском городском округе Пермского края России.

## Географическое положение
Посёлок расположен в центральной части Лысьвенского городского округа на расстоянии примерно 26 километров по прямой на юго-восток от города Лысьва.

## История
Известен с 1918 года как железнодорожная станция. В 1932 г здесь был образован лесоучасток лысьвенского леспромхоза. В 2008 году открылась новая школа и построена часовня. 
С 2004 до 2011 года посёлок был административным центром Кормовищенского сельского поселения Лысьвенского муниципального района.

## Климат
Климат умеренно континентальный. Среднегодовая температура воздуха равна: +1,7 °C; продолжительность безморозного периода: 165 дней; средняя мощность снегового покрова: 50 см; средняя глубина промерзания почвы: 123 см. Устойчивый снежный покров сохраняется с первой декады ноября по последнюю декаду апреля. Средняя продолжительность снежного покрова 160—170 дней. Средняя из наибольших декадных высот снежного покрова за зиму — 50 см. Средняя максимальная температура самого жаркого месяца: +24,4 °C. Средняя температура самого холодного месяца: −17,4 °C.

## Население
| 2010 | 2021  |
| ---- | ----- |
| 1724 | ↘1337 |

Постоянное население составляло 1998 человек (89 % русские) в 2002 году, 1724 человека в 2010 году.